# Викторијино језеро
Викторијино језеро или Укереве (Nam Lolwe у луонском језику; Nalubaale u лугандском; Nyanza у руандском и неким бантуанским језицима), једно је од Афричких великих језера. Језеро је именовао по краљици Викторији истраживач Џон Ханинг Спик, први Британац који је га је документовао. Спик је то остварио 1858. године, док је био на експедицији са Ричардом Франсисом Бертоном чији је циљ било откривање извора реке Нил.
Са површином од 68.800 km² Викторијино језеро је највеће језеро на Афричком континенту, највеће тропско језеро на свету, те друго највеће слатководно језеро на свету (после северноамеричког Горњег језера). Будући да је релативно плитко (највећа дубина 85 m), Викторијино језеро се води као девето највеће слатководно језеро по запремини (2.760 km³). Највећа дужина језера је 320 km, а највећа ширина око 275 km. Главна притока језера је Кигара, а највећа отока Бели Нил. Језеро лежи на висоравни између западног и источног крака долине Велики Рифт (надморска висина 1.134 m).
Језеро је, заједно са Белим Нилом, главни извор хидроенергије за електрификацију Уганде (ХЕ Овен Фолс). На обали језера леже пристаништа Ентебе, Мванза, Кисуму и др. Развијен бродски саобраћај и риболов. У језеру има преко 3.000 острва од којих су многа насељена. Најпознатија су Сесе острва у Уганди, на северозападном делу језера, популарно туристичко одредиште.
Језеро Викторија прима своју воду првенствено из директних падавина и хиљада малих потока. Река Кагера је највећа река која утиче у језеро, са својим ушћем на западној обали језера. Језеро Викторија се дренира искључиво путем реке Нила у близини Џинџа, Уганда, на северној обали језера.
Језеро Викторија заузима плитку депресију у Африци. Језеро има максималну дубину од 84 m и просечну дубину од 40 m. Његово подручје слива покрива 184000 km². Језеро има обалу дужине 7142 km кад се дигитализује на 1:25.000 ниво, при чему острва сачињавају 3,7 процента те дужине, и подељено је између три земље: Кенија (6 процената или 4.100 km²), Уганда (45 процената или 31,000 km²), и Танзанија (49% или 33.700 km²).

## Геологија
Геолошки, језеро Викторија је релативно младо – око 400.000 година старо – и формирано је кад су реке које теку ка западу биле запречене уздигнутим кристалним блоком. Током његове геолошке историје, језеро Викторија је прошло кроз промене који су у опсегу од серије знатно мањих језера до његовог садашњег стања плитке депресије. Геолошка језгра узета из његовог дна показују да је језеро Викторија било потпуно исушено бар три пут од времена његовог формирања. Ови циклуси сушења су вероватно повезани са прошлим леденим добима, што су били периоди када је преципитација глобално опала. Језеро Викторија се задњи пут осушило пре око 17.300 година, поново се попунило пре 14.700 година.

## Хидрологија и лимнологија
Језеро Викторија прихвата 80 процената своје воде из директних падавина. Просечна евапорација на језеру је између 20 и 22 m годишње, што је скоро два пута више од преципитације у приобалним областима. У Кенијском сектору, главне приливне реке су Сио, Нзоја, Јала, Нјандо, Сонду Мириу, Могуси, и Мигори. Заједно, ове реке доприносе далеко више воде језеру, неко што доприноси највећа појединачна река која утиче са запада, река Кагера.
Једини излив из Викторијиног језера је река Нил, која истиче из језера у близини Џинџа у Уганди. У погледу допринесене количине воде, то чини Викторијино језеро главним извором најдуже гране Нила. Међутим, најудаљенији извор слива Нала, и стога ултиматни извор Нила, се чешће сматра да је једна од притока реке Кагере (тачна притока остаје неодређена), и која потиче из било Руанде или Бурундија. Највиша секција Нила је генерално позната као Викторијин Нил, док не досегне Албертово језеро. Иако је то део истог речног система као и Бели Нил и повремено се назива тим именом, стриктно гледано ово име се не примењује све док река не пређе границу Уганде у Јужни Судан на северу.
Језеро испољава еутрофички карактеристике. Током периода 1990–1991, кисеоничне концентрације у мешовитом слогу су биле више од него 1960–1961, са скоро константним кисеоничним суперзасићењима на површини воде. Кисеоничне концентрације у хиполимнетичким водама (нпр. слој воде који лежи испод термоклина, је нециркулишући, и остаје перпетуално хладан) су биле ниже у 1990–1991 током дужег периода него у 1960–1961, са вредностима од мање од 1 mg по литру јављајући се у води на дубини од 40 m у поређењу са таквим појавама на више од 50 m 1961. године. Промене у оксигенацији се сматрају конзистентним са мерењима повишене алгалне биомасе и продуктивности. До ових промена је дошло из више разлога: сукцесивна горива у сливу језера, након чега чађ и пепео бива депонован на широкој области језера; од повишеног уплива нутријената путем река, и од повишеног загађења узрокованог насеобинама дуж обала језера.

## Батиметрија
Језеро се сматра плитким језером, с обзиром на његову велику географску област са максималном дубином од приближно 80 m и просечном дубином готово тачно 40 m. У склопу једног пројекта из 2016. је дигитализован десет хиљада тачака и помоћу тога је креирана прва истинска батиметријска карта језера. Најдубљи део језера померен ка истоку језера у близини Кеније, а језеро је обично плитко на западу дуж Уганданске обале и на југу дуж обале Танзаније.

## Староседелачке дивље животиње

### Сисари
Многе врсте сисара живе у региону језера Викторија, а неке од њих су блиско повезане са самим језером и оближњим мочварама. Међу њима су: нилски коњ, афричка видра без канџи, белогрла видра, водени монгус, ситатунга, , мочварна антилопа, тршчани пацови, и дивовска видра.

### Рептили
Викторијино језеро и његове мочваре имају велику популацију нилских крокодила, као и афричких пеломедуза, варијабилних муљних корњача, и вилијамсових муљних корњача. Вилијамсова блатна корњача је ограничена је на Викторијино и друга језера, реке и мочваре у горњем делу сливу реке Нила.

### Циклидне рибе
Викторијино језеро је раније било веома богато рибом, укључујући многе ендемске врсте, али је велики део њих изумро током задњих 50 година. Главна група у Викторијином језеру су хаплохромни циклиди (Haplochromis sensu lato) са више од 500 врста, од којих су готово сви ендемски а неки од њих су још увек неописани таксони. То је далеко већи број врста рибе неко у било којем другом језеру на свету, изузев језера Малави. Оне су резултат брзе адаптиввне радијације у току задњих 15.000 година. Њихова изузетна разноликост и брзина еволуције су били предмет многих научних студија сила које покрећу богатство живота. Викторијини хаплохромини су део старије групе са више од 700 блиско сродних врста, такође укључујући неколико мањих језера у овом региону, нарочито Кјога, Едвард—Џорџ, Алберт, и Киву. Већина ових језера је релативно плитка (слично Викторијином језеру) и део су данашњег горњег дела слива Нила. Изузетак је језеро Киву, које је део данашњенг слива реке Конго, мада се сматра да је било повезано са језерима Едвард и Викторија путем река до подизања делова Источноафричког процепа. Могуће је да је ово дубоко језеро функционисало као „еволуциони резервоар” за ову хаплохромну групу у периодима кад су друга плића језера у региону била исушена, као што се догодило са Викторијиним језером пре око 15.000 година. У недавној историји једино је језеро Кјога било лако доступно Викторијиним циклидима, пошто је даље низводно кретање путем Викоријиног Нила (до језера Алберт) спречено серијом водопада, нарочито Меркисоновим. За разлику од тога, Овенови водопади (који су поплављени након изградње бране) између Викторије и Кјонге су били есенцијално серија брзака који нису ефективно блокирали кретање рибе између два језера.

## Еколошки проблеми
Изумирање циклида из рода Haplochromis је делом узроковано еутрофикацијом језера. Плодност тропских вода зависи од брзине којом се храњиве материје могу довести у раствор. Приливне реке Викторијиног језера пружају мало хранљивих материја језеру у односу на његову величину. Због тога се сматра да је већина хранљивих материја језера Викторија затворено у депозитима на дну језера. Сама по себи, ова вегетативна материја полако се распада. Животињско месо се знатно брже разграђује. Плодност језера зависи од брзине којим ове храњиве материје могу узимати рибе и други организми. Сматра се да су Haplochromis имали важну улогу у враћању органских остатака и планктона назад у раствор. Са око 80 процената Haplochromis врста које су се храниле детритусом, и које су биле једнако способне да се хране једне с другима, оне су представљале чврсти унутрашњи систем рециклаже, померајући хранљиве материје и биомасу вертикално и хоризонтално кроз водену колону, па чак и изван језера путем људске и животињске предације. Могуће је да је изумирање Haplochromis врста допринело повећаној фреквенцији цветања алги, која могу да буду одговорна за даља масовна умирања риба.
Новопридошли људски колонисти слива језера су имали негативан утицај на екосистем језера. Насељеници су уништили околну вегетацију како би узгајали житарице, шећерну трску, кафу, чај и др. Исти тренд је уочен и у језерима Малави и Тангањика. Током кишног периоду вода испира хемикалије које завршавају у језеру што доводи до неконтролираног раста алги. Како се индустрија развијала, тако се смањивала и количина риба у језеру.
Током 1950-им година готово је нестала риба којом се прехрањивало домаће становништво - Oreochromis esculentus. Да би спречили даље пропадање рибљег фонда, Британци су у језеро настанили две нове врсте риба Oreochromis niloticus и Lates niloticus. Тада се није знало ће тај потез довести до катастрофе. Све до краја 1970-их година чинило се како нема никаквих битнијих промена. Али 1980-их долази до драстичних промена. Постотак циклида је са некадашњих 80% опао на свега 1%, док се удео рибе Lates niloticus са пређашњих 1% повећао на 80%. Научник Лес Кауфман је пропаст циклида назвао „највећим масовним истребљењем кичмењака у писаној историји”.
То је довело до тога да више нема довољног броја риба које се хране органским отпадом. Органске материје се распадају трошећи кисеоник. Због тога доњи делови језера постају ненастањиви, тзв. мртве зоне. Уз то појавио се и водени зумбул (Eichornia). То је слободно плутајући коров који се брзо размножава. Ствара густ покров који спречава сунчеву светлост да продре у језеро.
Године 1994. дошло је до великог масакра у Руанди. Река Кагера је у језеро донела многобројна људска тела. Како би спречили епидемију, рибари су тела вадили мрежама.
Развој индустрије је довео и до тога да се индустријски отпад пушта у реке које утичу у језеро. Процењује се да само Танзанија дневно испусти 2 милиона литара отпада. Премда целокупна ситуација изгледа безазлена, покренута је велика међународна акција да се језеро спасе. Један од програма је и спас циклида. Тако се у САД и Европи узгаја 40 различитих најугроженијих врста циклида у нади да ће се спречити њихово изумирање.